# 卡尔-海因茨·普鲁德尔
卡尔-海因茨·普鲁德尔（德語：Karl-Heinz Prudöhl，1944年12月3日—），德国男子赛艇运动员。他曾代表东德参加1976年夏季奥林匹克运动会赛艇比赛，获得男子八人单桨有舵手金牌。